# ジョージ・モッセ

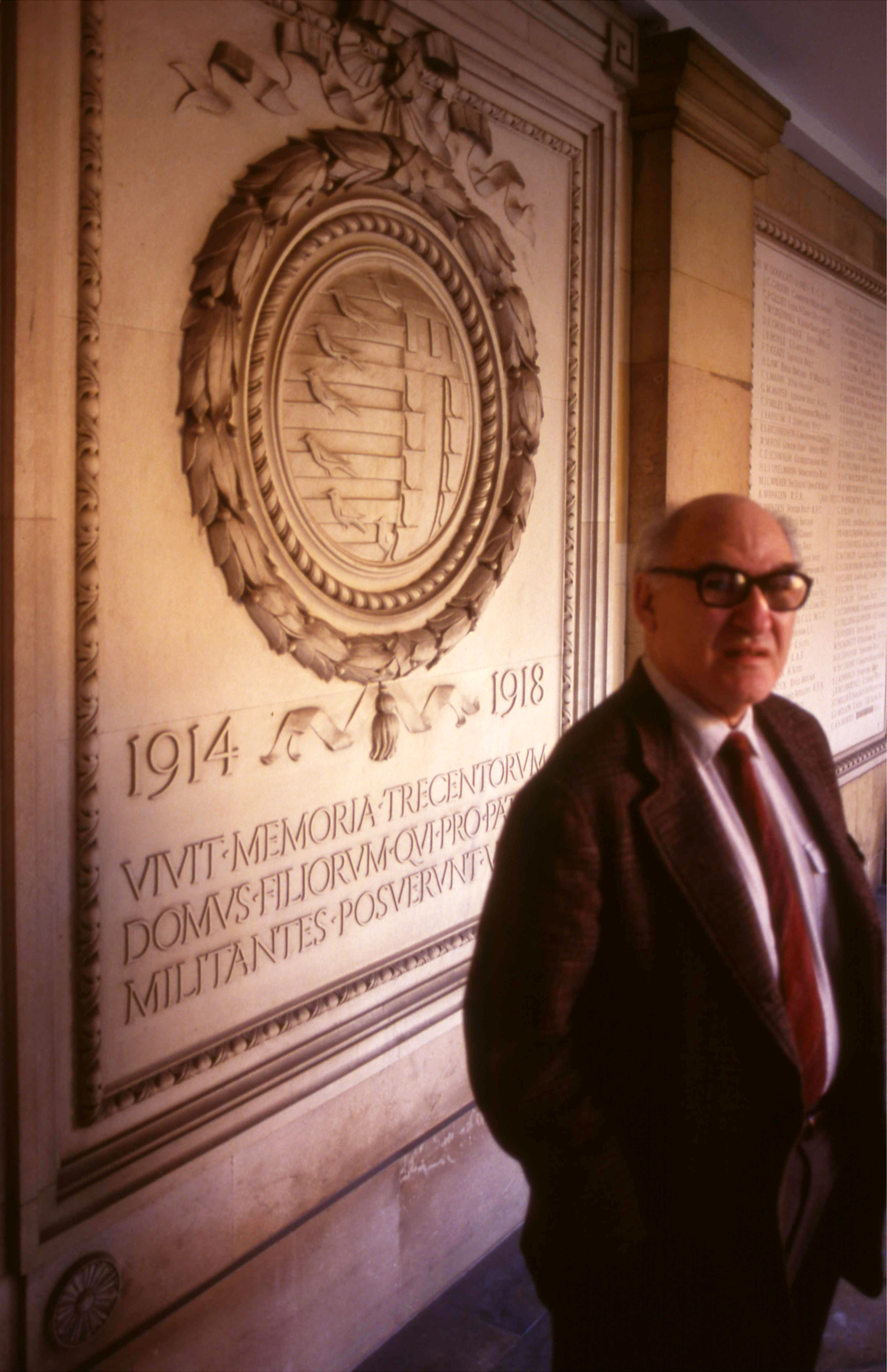
ジョージ・モッセ

ジョージ・モッセ（George Lachmann Mosse, 1918年9月16日 - 1999年1月22日）は、ドイツ出身の歴史学者。ウィスコンシン大学名誉教授。専門は、ドイツ社会史。
ベルリン生まれ。1933年、ナチスの迫害を逃れ、スイスおよびフランスを経由して、イギリスに渡る。1939年、アメリカ合衆国に移住。ハーヴァード大学で博士号取得。1955年から1988年までウィスコンシン大学で教鞭をとる。その間、アイオワ大学、ヘブライ大学、コーネル大学、ミュンヘン大学などで研究活動を行う。

## 著書(訳書)
- 『大衆の国民化――ナチズムに至る政治シンボルと大衆文化』（佐藤卓己・佐藤八寿子訳、柏書房, 1994年／ちくま学芸文庫, 2021年）
- 『ユダヤ人の「ドイツ」――宗教と民族をこえて』（三宅昭良訳、講談社選書メチエ, 1996年）
- 『ナショナリズムとセクシュアリティ――市民道徳とナチズム』（佐藤卓己・佐藤八寿子訳、柏書房, 1996年／ちくま学芸文庫, 2023年）
- 『フェルキッシュ革命――ドイツ民族主義から反ユダヤ主義へ』（植村和秀・大川清丈・城達也・野村耕一訳、柏書房, 1998年）
- 『英霊――創られた世界大戦の記憶』（宮武実知子訳、柏書房, 2002年／ちくま学芸文庫, 2022年）
- 『男のイメージ――男性性の創造と近代社会』（細谷実・小玉亮子・海妻径子訳、作品社, 2005年／中公文庫, 2024年）